# Sulfato de urânio
Sulfato de urânio (U(SO4)2) é um sal solúvel e bastante tóxico que é frequentemente encontrado em lugares de processamento de urânio. Sulfato de urânio é um composto de transição na produção de Hexafluoreto de urânio.